# Remerciez votre bonne étoile
 (novembre 2024).
Pour plus de détails, voir Fiche technique et Distribution.
Remerciez votre bonne étoile (titre original : Thank Your Lucky Stars) est un film américain en noir et blanc réalisé par David Butler, sorti en 1943.
De nombreuses stars du studio Warner Bros. sont réunies dans le film. Un bon nombre d'entre elles, pas le moins du monde connues pour être chanteurs, ont des numéros de chant. Ainsi on y voit chanter, pour la première (et dernière fois) Bette Davis, Errol Flynn, Olivia de Havilland et Ida Lupino.

## Synopsis
Aux États-Unis, pendant la Seconde Guerre mondiale, deux producteurs de théâtre organisent un spectacle caritatif avec un grand casting, mais l'égoïsme de la star Eddie Cantor bouleverse malheureusement tous leurs plans.

### Contexte
Ce film est un exemple de la contribution financière de Hollywood à l'effort de guerre américain. Tous les bénéfices des billets d'entrée, c'est-à-dire les cachets des acteurs du film, ont été reversés sur le compte du Hollywood Canteen, un cabaret-restaurant où les stars de l'époque accueillaient gratuitement les membres des forces armées américaines en permission[réf. nécessaire].

## Fiche technique
- Titre : Remerciez votre bonne étoile
- Titre original : Thank Your Lucky Stars
- Réalisation : David Butler
- Scénario : Norman Panama, Melvin Frank et James V. Kern d'après une histoire de Everett Freeman et Arthur Schwartz
- Musique : Frank Loesser et Arthur Schwartz
- Arrangements musicaux : Dudley Chambers, Maurice De Packh, Leo F. Forbstein, Ray Heindorf et Heinz Roemheld
- Chansons : Frank Loesser et Arthur Schwartz
- Chorégraphie : LeRoy Prinz
- Photographie : Arthur Edeson
- Montage : Irene Morra
- Direction artistique : Anton Grot et Leo K. Kuter
- Costumes : Milo Anderson
- Production : Mark Hellinger et Jack L. Warner	(producteur exécutif)
- Société de production : Warner Bros.
- Pays de production : États-Unis
- Langue d'origine : anglais américain
- Format : noir et blanc — son : mono (RCA Sound System)
- Genre : comédie, film musical
- Durée : 124 minutes
- Dates de sortie :
  - États-Unis : 25 septembre 1943
  - France : 3 décembre 1947

## Distribution
- Eddie Cantor : lui-même/Joe Simpson
- Dennis Morgan : Tommy Randolph
- Edward Everett Horton : Farnsworth
- S. Z. Sakall : Dr Schlenna
- Hattie McDaniel : Commère
- Ruth Donnelly : l'infirmière Hamilton

Acteurs non crédités
- Henry Armetta : Angelo, le barbier
- William Haade : Finchley, le majordome
- Paul Harvey : Dr Kirby
- Noble Johnson : Charlie, l'indien
- Mary Treen : une admiratrice

Stars dans leur propre rôle
- Humphrey Bogart
- Bette Davis
- Olivia de Havilland
- Errol Flynn
- John Garfield
- Joan Leslie
- Ida Lupino
- Ann Sheridan
- Dinah Shore
- Alexis Smith
- Jack Carson
- Alan Hale
- George Tobias
- Spike Jones et The City Slickers